# Leucobryum sumatranum
Leucobryum sumatranum là một loài Rêu trong họ Dicranaceae. Loài này được Broth. ex M. Fleisch. mô tả khoa học đầu tiên năm 1904.